# Богдан Циру
Богдан Іонуц Циру (рум. Bogdan Ionuț Țîru, нар. 15 березня 1994, Констанца, Румунія) — румунський футболіст, центральний захисник клубу ЧФР «Клуж» та національної збірної Румунії.

## Ігрова кар'єра

### Клубна
Богдан Циру починав займатися футболом у футбольній академії Георге Хаджі. На дорослому рівні він дебютував у 2011 році у клубі Ліги ІІ «Фарул», з яким з 2012 року вийшов до Ліги І.
Після оренди у клуб «Волунтарі» Циру повернувся до «Фарула», з яким вигравав чемпіонат Румунії, національний Кубок та Суперкубок Румунії.
Взимку 2020 року футболіст перебрався до Польщі, де приєднався до клубу «Ягеллонія», де грав чотири сезони. З початку 2023 року Циру повернувся до Румунії - до клубу ЧФР «Клуж».

### Збірна
У листопаді 2016 року у матчі проти команди Росії Богдан Циру дебютував у національній збірній Румунії.

## Титули
Фарул
 Чемпіон Румунії: 2016/17
 Переможець Кубка Румунії: 2018/19
 Переможець Суперкубка Румунії: 2019